# Edward Hicks
Pour les articles homonymes, voir Hicks.
Edward Hicks (né en 1780 - mort en 1849) est un peintre américain naïf et primitif, membre de la Société religieuse des Amis (quakers).

## Vie et œuvre
Ses toiles les plus connues sont sans doute les diverses versions de Peaceable Kingdom (Royaume pacifique). Ces dernières dépeignent les vers du livre d'Isaïe au chapitre 11 : « le loup habitera avec l'agneau, et le léopard s'allongera avec l'enfant, le veau et le jeune lion (...) et un petit enfant les mènera ». Nombreuses sont les peintures de Hicks qui dépeignent également, en arrière-plan, le célèbre traité conclu par William Penn en vue de fonder l'État de Pennsylvanie.
La mère de Hicks mourut lorsqu'il était encore un nourrisson, et la famille qui l'éleva était de tradition quaker. Hicks adopta lui aussi cette religion et devint un « ministre itinérant ». Hicks commença sa carrière en tant qu'apprenti auprès d'un constructeur de fiacre. Il y apprit à peindre des décorations sur les véhicules. Plus tard, il lança sa propre affaire, dédiée à la décoration de meubles et de divers objets.
La foi de Hicks entra parfois en contradiction avec sa carrière artistique. En fait, il fut beaucoup critiqué par ses coreligionnaires pour s'être investi dans une « activité temporelle ». Pendant un moment, il renonça à la peinture, avant de trouver le moyen de concilier sa foi et son travail en réalisant des peintures dédiées à divers aspects de la religion quaker.

## Galerie

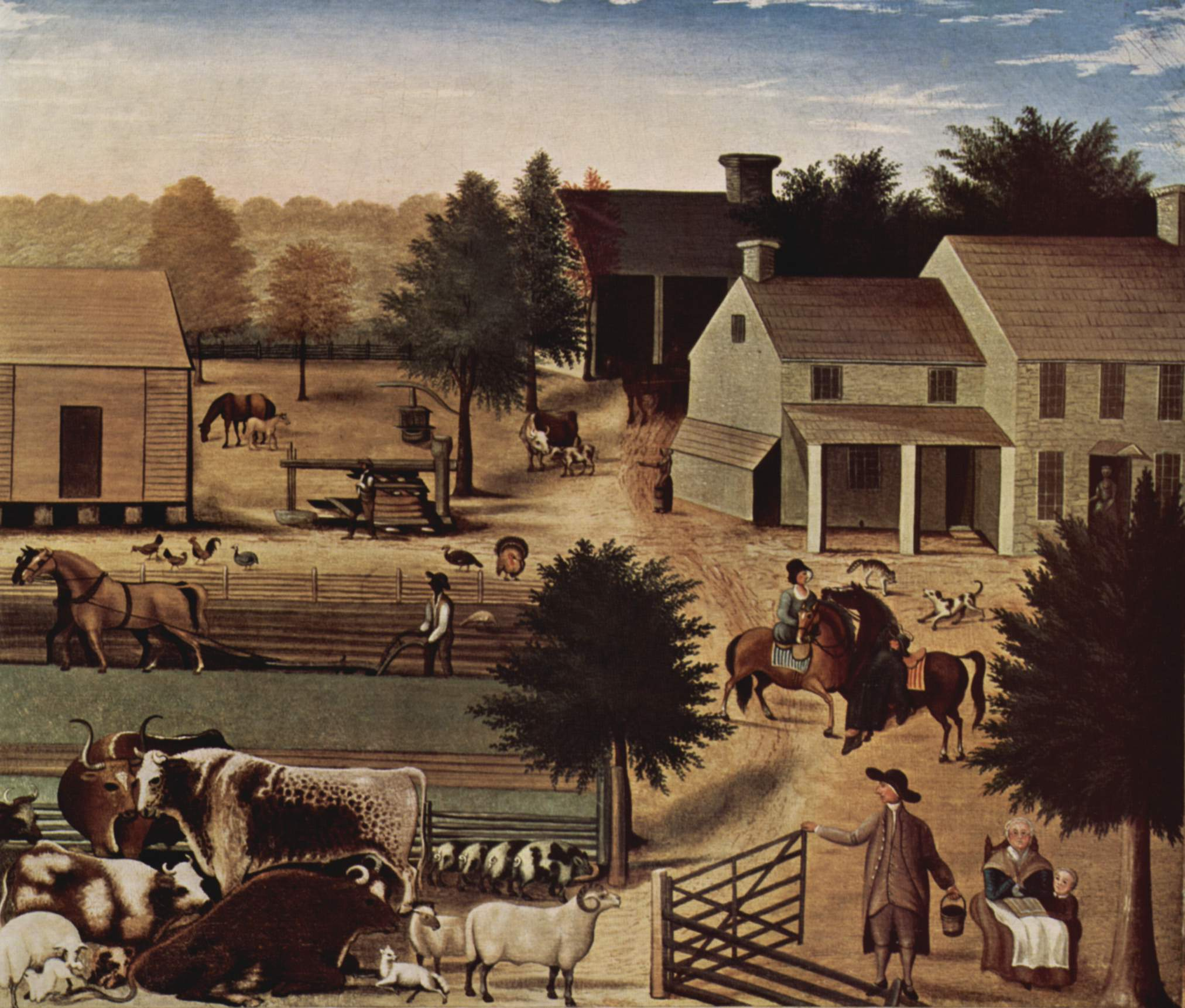
The Residence of David Twining (1845-1848)
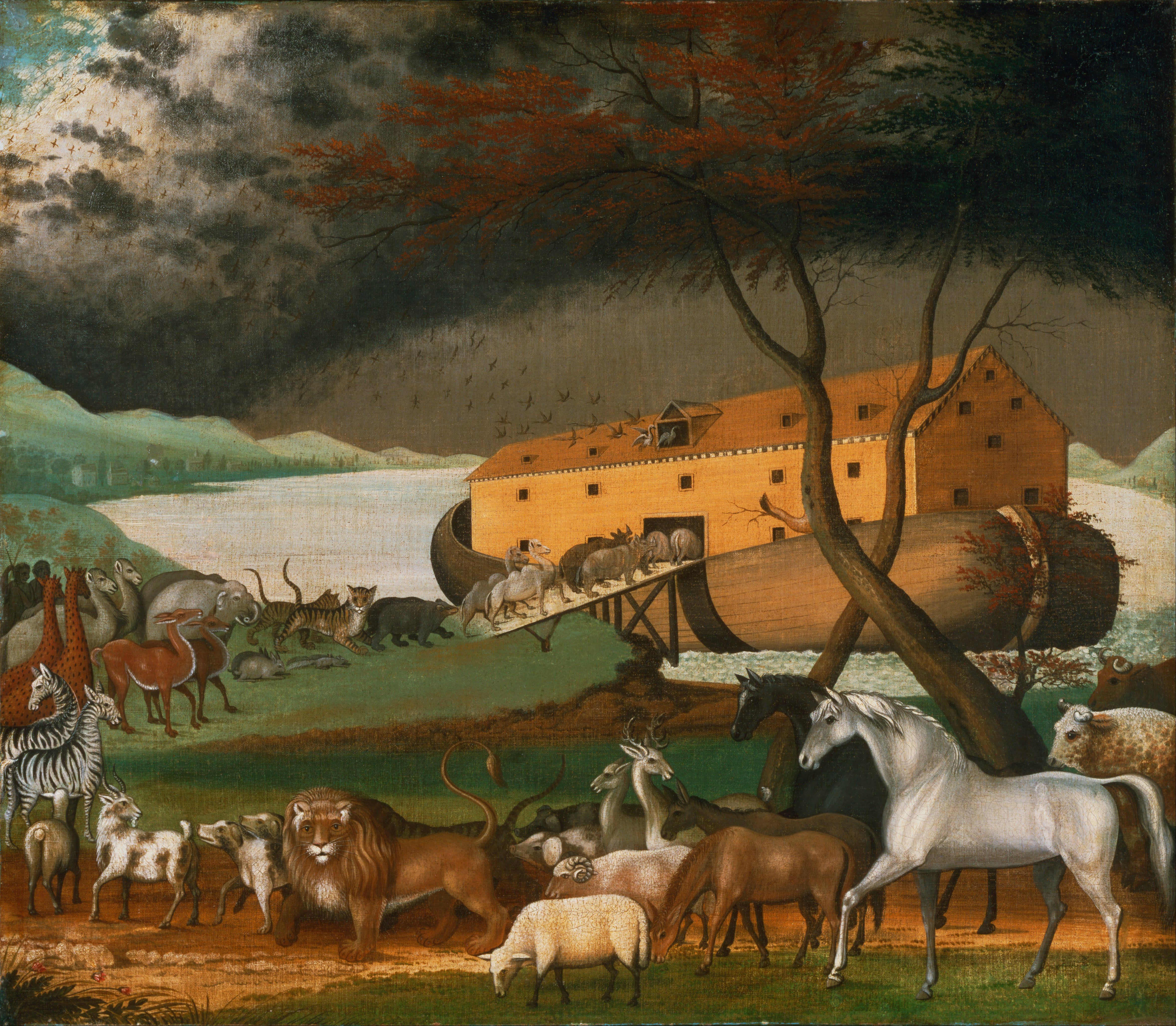
Noah's Ark (1846)
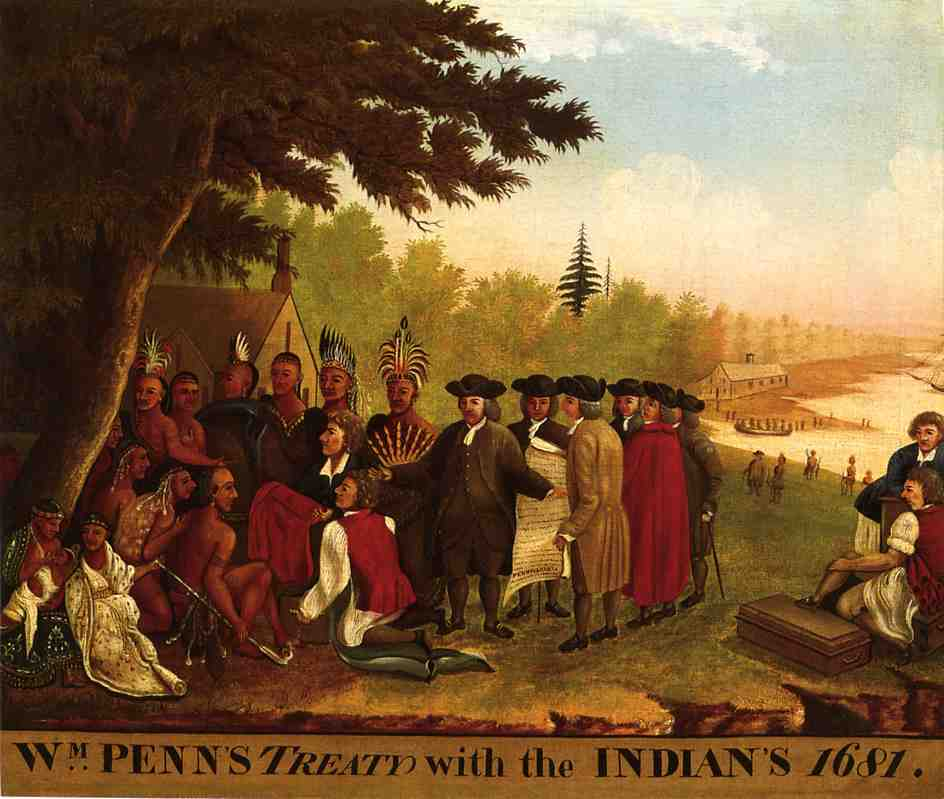
Penn's Treaty (1847)
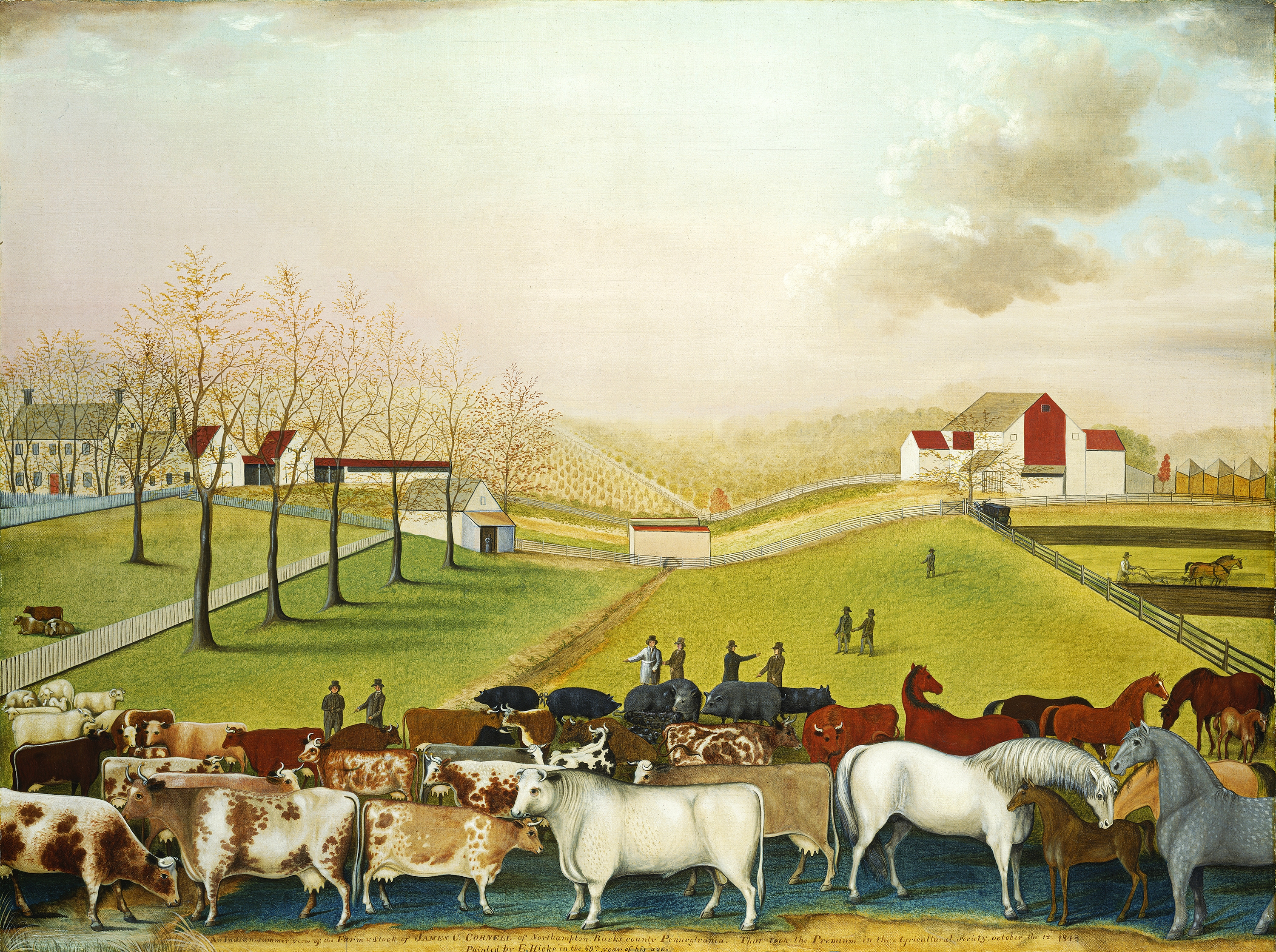
The Cornell Farm (1848)